# Сливеница
Сливеница или портманто (енгл. portmanteau) су речи које су настале стапањем двеју речи или њихових делова у нову реч. У српском језику се за овај процес користe термини сливање, стапање, сажимање или контаминација. 
Сливенице су у нашем језику настале под утицајем енглеских кованица типа motel (motor + hotel, хотел за мотористе) или smog (smoke + fog, мешавина дима и магле), где је од првог дела једне и другог дела друге образована трећа реч. Овај модел грађења речи је продуктиван у енглеском језику и донекле је измењен у различитим језицима. Несумњиво је да се највећи број сливеница кратко употребљава, али сама појава новог творбеног механизма одсликава актуелни тренутак друштва и развоја језика.
Појам портманто потиче из књиге Алиса с оне стране огледала аутора Луиса Керола, а носи корене од француске речи portemanteau („вешалица“) којом се раније називао велики кофер са два одвојена дела, одакле и веза са конструкцијом нове речи од две постојеће.

## Примери
- аниматроника — анимација и електроника
- киборг — кибернетика и организам
- мотел — мотор и хотел[4]
- модем — модулатор и демодулатор
- информатика — информација и аутоматика
- драмедија — драма и комедија
- Артивизам — арт (уметност) и активизам

### Називи књига
- Крај брозног времена, Милан Младеновић
- Христаниште, Ранко Б. Радовић
- Слатка мала чедовишта, Ирена Тиодоровић
- Бићу сновослагач, Весна Ћоровић-Бутрић